# Stop Killing Games
Stop Killing Games (auch bekannt als Stop Destroying Videogames) ist eine 2024 gegründete Verbraucherrechtsbewegung und Bürgerinitiative, welche es als Ziel hat die Funktionstüchtigkeit von Videospielen zu erhalten, die aufgrund einer Abhängigkeit von einem Server nicht gewährleistet ist. Die Initiative wurde vom YouTuber Ross Scott (Accursed Farms) in Reaktion auf die angekündigte Abschaltung des Rennspiels The Crew gestartet. Berichterstattung über die Bewegung geschah sowohl durch Nachrichtenmedien, als auch seitens YouTubern. Sie resultierte in Petitionen an Behörden in mehreren Ländern.

## Hintergrund
Im September 2024 wurde in Kalifornien das Gesetz AB 2426 verabschiedet, welches digitale Marktplätze dazu zwingt, darüber aufzuklären, was Nutzer nach einem Kauf digitaler Güter erhalten, was es illegal macht Begriffe wie „Buy“ oder „Purchase“ zu verwenden, wenn nur eine Lizenz zur Verfügung gestellt wird, welche zu jeder Zeit widerrufen werden kann. Das Gesetz ist am 1. Januar 2025 in Kraft getreten. Im Oktober 2024 fügte Steam eine Anmerkung hinzu, welche darauf hinwies, dass ein Spielkauf nur eine Lizenz beinhaltet. GOG.com, ein weiterer digitaler Spielemarktplatz, reagierte auf die Gesetzgebung mit einem Banner, welches erklärte, dass ihre Offline-Installierprogramme „nicht weggenommen werden können“.
The Crew war ein 2014 erschienenes Rennspiel, welches von Ubisoft herausgegeben wurde. Es benötigte eine konstante Internetverbindung um gespielt werden zu können, auch bei der alleinigen Nutzung des Einzelspielermodus. Am 15. Dezember 2023 entfernte Ubisoft The Crew aus allen digitalen Marktplätzen und kündigte an, dass die Server für das Spiel am 1. April 2024 abgeschaltet werden, was das Spiel im Resultat unbrauchbar mache.

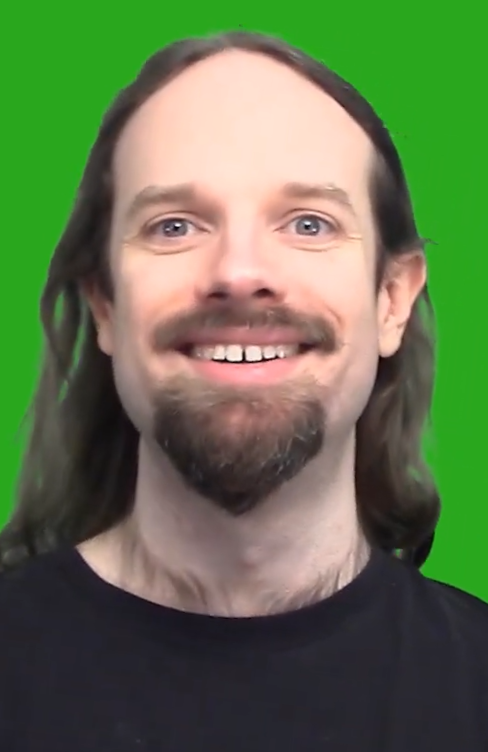
Scott im Jahr 2021

Ross Scott ist ein YouTuber, welcher hauptsächlich für seine Machinima-Serie Freeman's Mind und das idiosynkratische Reviewformat Ross's Game Dungeon bekannt ist. Er steht der Praktik des „online-only“ Videospiels kritisch gegenüber und beschreibt sie als einen „Angriff auf sowohl Verbraucherrechte als auch den Erhalt von Kunst“. Er zieht Vergleiche zu Filmstudios in der Stummfilmära, welche ihre eigenen Filme verbrannten, um das enthaltene Silber wieder zu verwerten, was darin resultierte, dass die meisten Filme aus dieser Zeit für immer verloren sind. 2019 beschrieb Scott „games as a service“ in einem dazu gewidmeten Video als Betrug.
Im April 2024 nach der Abschaltung von The Crew, veröffentlichte Scott ein Video auf seinem YouTube-Kanal mit welchem er Stop Killing Games und die zugehörige Webseite vorstellte. Die Initiative ermutigt Verbraucher dazu, Petitionen zu unterzeichnen, die Entwickler dazu zwingen sollen, Methoden sicherzustellen mit denen Spiele nach der Abschaltung der Server weiterhin spielbar bleiben, zum Beispiel durch das Hinzufügen eines Offline-Modus oder die Möglichkeit privaten Serverhostings. Teile der Bewegung haben in mehreren Ländern Petitionen gestartet, wie etwa in Frankreich, im Vereinigten Königreich oder im Rahmen der Europäischen Union in Form einer Europäischen Bürgerinitiative, welche in den ersten zwei Monaten nach Beginn 350.000 Unterschriften sammeln konnte.
Die britische Regierung beantwortete die an sie gestellte Petition mit folgender Aussage: „Es existiert kein Bedarf in der britischen Gesetzgebung dafür Softwarefirmen dazu zu motivieren ältere Betriebssysteme, Software oder verbundene Produkte zu unterstützen“. Eine neue Petition wurde gestartet, welche das Minimum von 10.000 Unterschriften schnell erreichte. Im Februar 2025 antwortete die neue Regierung auf diese Petition und legte dar, dass sie „keine Pläne hat Verbraucherrecht im Bezug auf digitale Obsoleszenz zu verändern“, aber gleichzeitig wurde darauf hingewiesen, dass „wenn Verbraucher zu der Annahme verleitet werden, dass ein Spiel trotz des Endes des physischen Supports für bestimmte Systeme auf unbestimmte Zeit spielbar bleibt, kann die CPR verlangen, dass das Spiel unter diesen Umständen technisch weiterhin spielbar bleibt“.
Trotz eines schnellen Zuwachs an Unterschriften bei der Europäischen Bürgerinitiative verlor das Vorhaben an Momentum und stagnierte zwischen 400.000 und 500.000, was weniger als der Hälfte der benötigten Unterschriften entsprach. 2025 lud Scott ein Video hoch, in dem er Zuschauer an die Petition erinnerte und folgendes Problem für die geringen Unterschriftszahlen ausmachte: „Es geht nicht darum Gamer davon zu überzeugen sich um Spiele zu kümmern, es geht darum Menschen zu überzeugen sich um irgendetwas zu kümmern.“
Im Juli 2025 erreichten sowohl die britische als auch die europäische Initiative ihre Ziele von 100.000 bzw. 1 Million Unterschriften. Bis zum Stichtag 31. Juli 2025 hat die Europäische Bürgerinitiative über 1,4 Millionen Unterschriften gesammelt. Die EU-Mitgliedsstaaten haben drei Monate Zeit, die Gültigkeit dieser Unterschriften zu überprüfen.

## Reaktionen
Nach der Veröffentlichung des ersten Videos zur Stop Kiling Games Kampagne gewann dieses schnell an Aufrufen und wurde von zahlreichen Nachrichtenmedien behandelt. Sowohl Gamingjournale als auch allgemeine Medien berichteten und auch andere YouTuber luden Beiträge zu dem Thema hoch.
Jason Thor Hall, Entwickler des Spiels Heartbound, kritisierte die Initiative in einem Video auf seinem YouTube-Kanal Pirate Software. In Antwort darauf kritisierte Scott das Video von Hall, in dem er sagte, dass Hall „die Kampagne nicht verstanden“ habe und Information „fabriziere“.
Zu den prominentesten Unterstützern der Initiative zählen Webvideoproduzenten wie PewDiePie und Jacksepticeye, Vizepräsident des Europäischen Parlaments Nicolae Ștefănuță und Spieleentwickler wie Owlcat Games (die Entwickler hinter Pathfinder: Wrath of the Righteous) und Markus Persson (der Entwickler hinter Minecraft).

### Ubisoft
Ubisoft nahm zunächst zu der Situation mit The Crew keine Stellung. Nach heftigen Protesten der Spieler, die laut PC Gamer zum Teil durch die Initiative von Stop Killing Games ausgelöst wurden, versprach Ubisoft, einen Offline-Modus für The Crew 2 und The Crew Motorfest hinzuzufügen, wobei das eingestellte Spiel The Crew nicht erwähnt wurde. Im April 2025 veröffentlichte Ubisoft ein Updatevideo für den baldigen Offlinemodus für The Crew 2. Ein Offlinemodus für The Crew: Motorfest ist weiterhin in Planung.

### Video Games Europe
Video Games Europe, ein Wirtschaftsverband von Computerspielfirmen in der europäischen Union, reagierte negativ auf die Initiative, mit der Begründung, dass es für Entwickler und Publisher zu teuer sei, Einzelspielermodi für Computerspiele anzubieten, welche keine Online-Multiplayer-Unterstützung mehr anbieten. Zu Video Games Europe gehören Computerspiel- und andere Firmen wie zum Beispiel Electronic Arts, Epic Games, Microsoft und auch Ubisoft.
Lefteris Stamatogiannakis, der CTO von BeamNG, ebenfalls Mitglied von Video Games Europe, erklärte jedoch, dass Video Games Europe BeamNG nie nach ihrer Haltung zu Stop Killing Games gefragt habe und man der veröffentlichten Stellungnahme nicht zustimme.

### Gesetzgebung
Bezüglich der aktuell geltenden deutschen Rechtslage hat sich Christian Solmecke von WBS Legal geäußert und geht von einem Rückerstattungsrecht für neuere Käufe (vor weniger als 2 Jahren) von The Crew aus, jedoch aber nicht von einem allgemeinen Recht für alle Käufer.